# یواس‌اس نیاگارا (۱۸۵۵)
یواس‌اس نیاگارا (۱۸۵۵) (به انگلیسی: USS Niagara (1855)) یک کشتی بود که طول آن ۳۲۸ فوت ۱۰ اینچ (۱۰۰٫۲۳ متر) بود. این کشتی در سال ۱۸۵۵ ساخته شد.